# Dee (dopływ Solway Firth)
Dee (ang. River Dee, w górnym biegu także Black Water of Dee) – rzeka w południowo-zachodniej Szkocji, na terenie hrabstwa Dumfries and Galloway.
Rzeka wypływa z jeziora Loch Dee, na terenie parku krajobrazowego Galloway Forest Park, na wysokości 225 m n.p.m. W górnym biegu płynie w kierunku południowo-wschodnim. Przepływa przez sztuczny zbiornik wodny Clatteringshaws Loch, powstały w następstwie wybudowania na rzece zapory wodnej (1932–1938). Dalej przepływa przez jezioro Loch Ken i skręca na południowy zachód, od zachodu opływając miasto Castle Douglas. We wsi Tongland rzeka przegrodzona jest kolejną zaporą (wybudowana 1931–1934). W końcowym biegu rzeka przepływa przez miasto Kirkcudbright, po czym uchodzi do zatoki Kirkcudbright (odnoga zatoki Solway Firth).